# 清凉寺 (常州)
清凉寺位于江苏省常州市天宁区清凉路14号，原常州府城南德安门外德安街、邻近京杭大运河，现任方丈为松纯和尚。该庙宇建筑群坐西朝东，中轴线上分别为山门（天王殿）、大雄宝殿遗址、大悲阁、海镜堂和藏经楼，藏经楼南北有禅堂和法堂，主体建筑已于2011年1月至2012年1月陆续修复，其他建筑则正在修复中，现为免费开放。
该寺历史源自北宋枢密副使胡宿于治平元年（1064年）请额在德安门外三里建造的报恩感慈禅院（简称报恩寺），元祐三年（1088年）改为守护胡氏先祖坟墓的坟寺，南宋淳祐八年（1248年）常州郡守李迪在寺内创建祀胡宿的胡文恭公祠。元末寺毁，明永乐元年（1403年）移建于今址，景泰五年（1454年）礼部尚书胡滢奏请将其易名为端明寺，明正统、嘉靖、清康熙时多次重修，后毁于咸丰十年（1860年）的太平天国战火。光绪二十年（1894年）至三十年（1904年）由静波禅师主持重建并复名清凉寺，复建得到慈禧太后和光绪皇帝的旨准，故又名敕建清凉禅寺，又因逢慈禧太后寿辰，故山门上刻以“万寿无疆”4个大字和“护国”、“佑民”等10排小字。建筑在近代曾用作难民庇护所及国共两党驻兵地，1958年后被工厂、学校占用并遭到损毁，1984年恢复佛寺用途。
旧时逢农历二月十九日“观音得道日”和六月十九日“观音生日”时在此举行盛大庙会，六月十九日另在德安桥上举行对山歌活动。